# Aspergillus vinosobubalinus
Aspergillus vinosobubalinus är en svampart som beskrevs av Udagawa, Kamiya & Kaori Osada 1993. Aspergillus vinosobubalinus ingår i släktet Aspergillus och familjen Trichocomaceae.   Inga underarter finns listade i Catalogue of Life.